# Charlotte Williams
Charlotte Williams es una profesora de química inorgánica en la Universidad de Oxford. Su investigación se centra en la síntesis de nuevos catalizadores. 

## Biografía
Williams estudió química en el Imperial College de Londres, donde se graduó con una licenciatura en química. Completó un doctorado con Vernon C. Gibson y Nick Long.

## Investigación y carrera
Williams se unió a la Universidad de Cambridge como investigadora postdoctoral trabajando con Andrew Bruce Holmes y Richard Friend.  Allí se centró en la síntesis de polímeros electroactivos.  Luego se mudó a la Universidad de Minnesota, trabajando en el grupo de Marc Hillymer y William Tollman en catálisis de zinc.
En 2003, fue nombrada profesora del Imperial College de Londres.  Fue designada profesora titular en 2007, lectora en 2009 y profesora en 2012.  Donde desarrolló polímeros biodegradables a base de azúcar que fueron producidos a partir de biomasa lignocelulósica.  Durante su tiempo en Imperial fue inventora de varias patentes concedidas.
Se unió a Trinity College, Oxford en 2016.  Su investigación se centra en los complejos metálicos para su uso en catálisis de polimerización homogénea.  Identificó catalizadores que podrían usar el dióxido de carbono como materia prima para los polímeros, lo que la llevó a iniciar Econic Technologies.  Econic Technologies ha recibido más de £ 13 millones en fondos.  También identificó catalizadores de complejos de metales de transición, polímeros bio-renovables y producción de combustibles líquidos.  Ha desarrollado catalizadores intercambiables que permiten la combinación de monómeros en copolímeros de bloque.  Trabajando con Milo Shaffer en el Imperial College de Londres, usó nanopartículas en compuestos de polímeros.  Es miembro del Centro de Nanotecnología de Londres .
Aparece regularmente en los medios de comunicación, incluyendo In Our Time de BBC Radio 4, y en museos y festivales.  En 2015 ganó el premio de investigación de la Campaña WISE por su creación de eco-plásticos.

## Honores y premios
2018 Gesellschaft Deutscher Chemiker Otto Roelen Medal
Medalla de catálisis del Sir John Meurig Thomas de catálisis del Reino Unido 2017
Premio de la Royal Society of Chemistry Corday-Morgan 2016
Premio de investigación de la campaña WISE 2015
Premio de Joven Científico Sobresaliente de la Sociedad de Polímeros Bioambientales 2011
Premio de la carrera temprana 2009 de la Real Sociedad de Química , Medio Ambiente y Sostenibilidad
2005 Royal Society of Chemistry Medalla y Premio Meldola
Premio Laurie Verangno de la Royal Society of Chemistry 2001